# Playa de Oro
La Playa de Oro se encuentra en el municipio de Manzanillo, en Colima, México.  Esta es una extensa playa de fina arena color dorada y suave pendiente con oleaje moderado que da a mar abierto, donde se puede practicar muy bien el Buceo y para descansar. La tranquilidad de la playa armoniza de alguna forma con el paisaje color verde del entorno de Manzanillo en épocas de lluvia. Se realizan visitas en lancha al cercano islote Peña Blanca, refugio de gran cantidad de aves marinas, que con su guano han dado justamente el nombre a la peña. 
- Datos: Q6078917